# 黄足毒蛾属
黄足毒蛾属（学名：Ivela）是裳蛾科的一属。

## 下属物种
本属包括以下物种：
- Ivela auripes Butler, 1877
- Ivela yini Xie & Wang[2]